# Shiraz
 Shiraz  (in persiano شیراز‎, Shīrāz) è una città dell'Iran, localizzata nella provincia di Fars.
Shiraz ha una popolazione di 1.980.006 abitanti ed è per dimensione la quinta del paese. Shiraz è stata la capitale della Persia durante la dinastia Zand dal 1750 al 1794, mentre durante la dinastia Qajar la capitale fu trasferita a Teheran.

## Geografia fisica

### Territorio
Shiraz è situata ai piedi dei monti Zagros, a circa 1.600 metri di altitudine sopra il livello del mare.

### Clima
Il clima di Shiraz è un clima temperato subcontinentale con inverni miti e brevi ed estati lunghe e calde.
L'umidità atmosferica è comunemente molto bassa in estate mentre tende a salire leggermente
in inverno a causa delle precipitazioni.

## Storia
(Hafez, Canzoniere, 274)

### Periodo preislamico
Shiraz ha probabilmente più di 4.000 anni di vita. Il nome Shiraz è ricordato dalle iscrizioni cuneiformi del III millennio a.C., rinvenute nell'area sud-occidentale della città stessa. Basandosi sulle tradizioni antico-iraniche, fu in origine eretta da Tahmuras Diveband, ma cadde più tardi in rovina. Il più antico esempio di vino del mondo, datante approssimativamente a 7.000 anni fa, è stato scoperto in giare nei dintorni di Shiraz.
In età achemenide, Shiraz si trovava lungo la via che univa Susa a Persepoli e Pasargade. Nello Shāhnāma di Ferdowsi si dice che Artabano IV, l'Imperatore partico di Persia, estese il proprio controllo su Shiraz. Ghasr-e Abu Nasr (che significa "il Palazzo di Abu Nasr"), di origine partica, è situato nella sua area. Durante l'età sasanide, Shiraz si trovava lungo la via che univa Bishapur e Gur a Istakhr.
Shiraz è stato un importante centro regionale sotto i Sasanidi.

### Periodo islamico

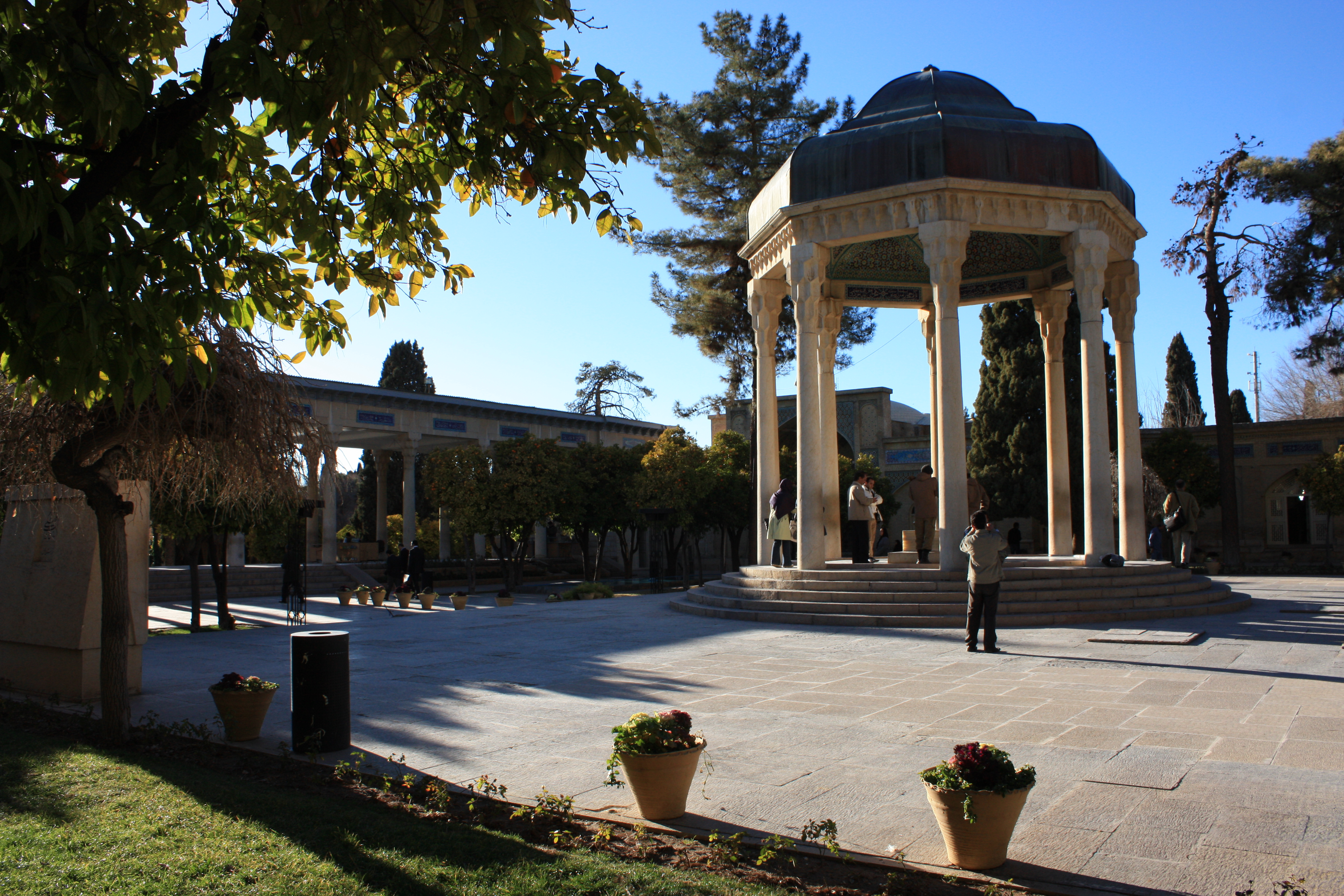
La tomba del grande poeta di Shiraz, Hafez.

La città divenne capitale regionale nel 693, dopo che gli invasori arabi avevano conquistato Istakhr, la vicina capitale sasanide. Quando Istakhr cominciò a declinare, Shiraz conobbe un'importante crescita sotto gli Arabi e le diverse dinastie locali. I Buwayhidi (945 – 1055) la innalzarono a loro capitale, edificando moschee, palazzi, una biblioteca e un'ampia cinta muraria. Shiraz fu anche governata dai Selgiuchidi e dal Khwārezmshah prima della conquista mongola.
La città fu risparmiata dalla distruzione mongola quando i suoi governanti offrirono tributi e un totale atto di sottomissione a Gengis Khan. Shiraz fu ancora una volta risparmiata da Tamerlano quando nel 1382 il sovrano locale del momento, Shah Shoja, si rassegnò a sottomettersi all'invasore turco-mongolo. Nel XIII secolo, Shiraz divenne un centro-guida nelle arti e nelle lettere, grazie all'incoraggiamento dei suoi governanti e alla presenza di numerosi studiosi e artisti persiani. Per questa ragione la città è ricordata dai geografici classici come la Dār al-ʿElm, la "Casa della Conoscenza". Fra i poeti, i mistici e i filosofi importanti nati a Shiraz si possono enumerare poeti come Saˁdi e Hafez, il mistico Ruzbehan e il filosofo Mulla Sadra.

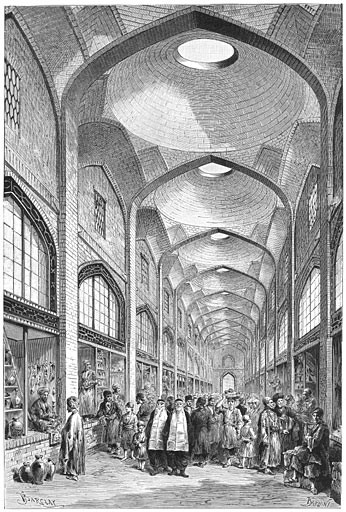
Il Bazar di Shiraz come fu visto da Jane Dieulafoy nel 1881

Ai primi dell'XI secolo, varie centinaia di migliaia di persone abitavano Shiraz. Nel XIV secolo Shiraz era calata alla comunque rispettabile cifra di 60.000 abitanti. Durante il XVI secolo aveva nuovamente circa 200.000 abitanti che tuttavia a metà del XVIII secolo erano nuovamente decresciuti alla cifra di 50.000.
Nel 1504 Shiraz fu conquistata dalle forze di Ismāʿīl I, il fondatore della dinastia Safavide.Nel corso del periodo safavide (1501 – 1722) Shiraz rimase capitale provinciale e Emam Qoli Khan, il governatore del Fars sotto Shah Abbas I, costruì numerosi palazzi e abbellì edifici con lo stesso stile usato per costruire consimili edifici a Isfahan, la capitale dell'Impero safavide. Dopo la caduta dei Safavidi, Shiraz soffrì un periodo di declino, reso anche peggiore dalle incursioni degli Afghani e dalla ribellione del suo governatore contro Nader Shah. Quest'ultimo inviò truppe per sopprimere la rivolta. La città fu assediata per molti mesi e infine saccheggiata. Al tempo dell'assassinio di Nader Shah nel 1747 molti degli storici edifici della città furono danneggiati o distrutti, e la popolazione decrebbe fino a 50.000 abitanti, un quarto di quella del XVI secolo.

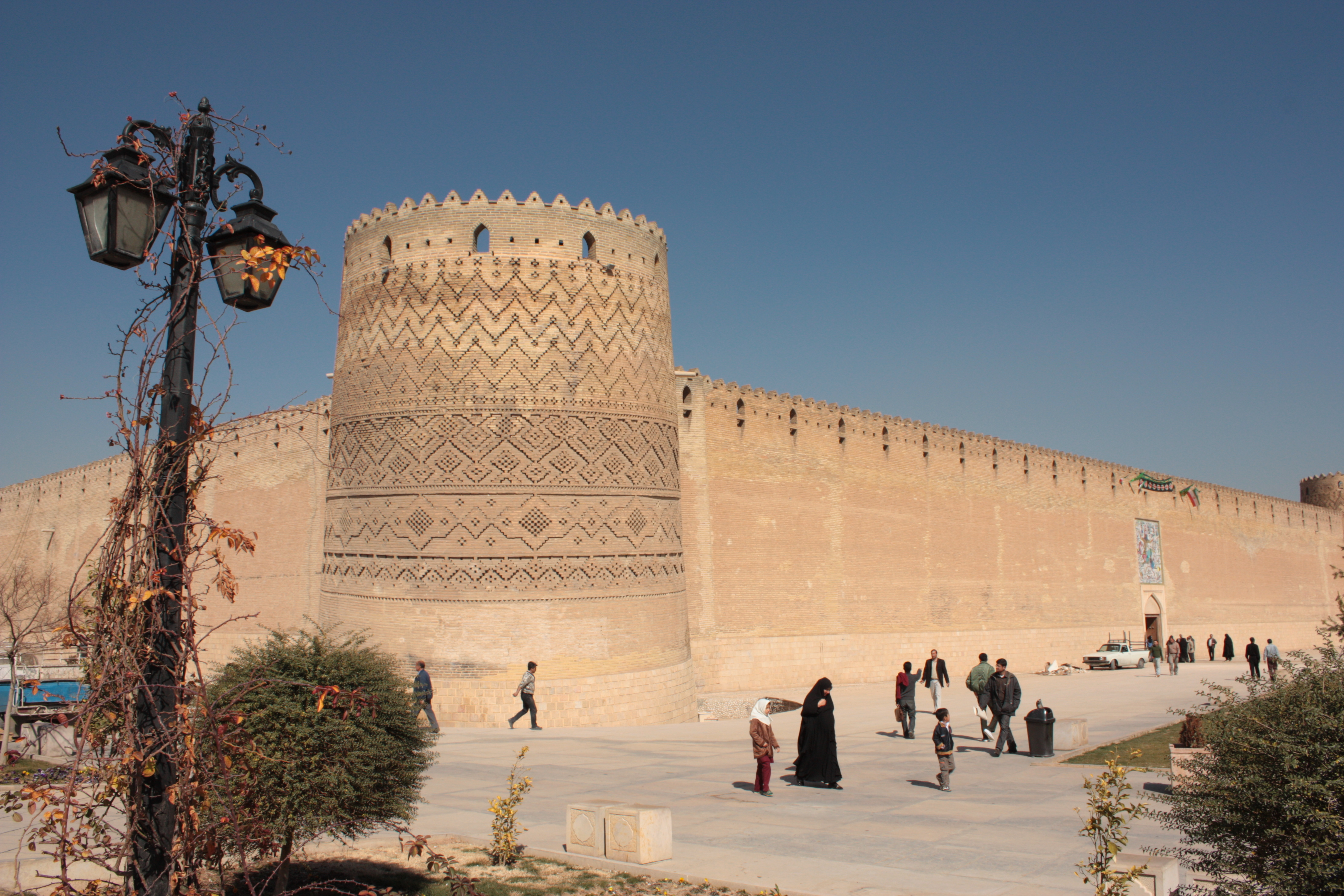
Esterni della Cittadella di Karim Khan

Shiraz ritornò presto alla sua prosperità sotto l'illuminato governo di Karim Khan che la rese sua capitale nel 1762. Impiegando più di 12.000 operai, egli fece costruire un distretto reale con una fortezza, numerose costruzioni amministrative, una moschea e uno dei più eleganti bazar coperti dell'Iran. Fu scavato un fossato attorno alla città, fu costruito un sistema d'irrigazione e di drenaggio e furono restaurate le mura urbane. Tuttavia gli eredi di Karim Khan non riuscirono a conservare quelle realizzazioni. Quando Agha Mohammad Khan, il fondatore della Dinastia Qajar, giunse alla fine al potere, si prese la sua vendetta su Shiraz, distruggendo le fortificazioni della città e trasferendo la capitale nazionale a Tehran. Sebbene avvilita al rango di capitale provinciale, Shiraz conservò un livello di prosperità come risultato della sua costante rilevanza commerciale lungo la via per il Golfo Persico e il governarla rimase una prerogativa reale durante il periodo cagiaro. I suoi famosi giardini, gli edifici e le abitazioni residenziali, approntati e costruiti nel XIX secolo, contribuiscono all'attuale splendida immagine della città.

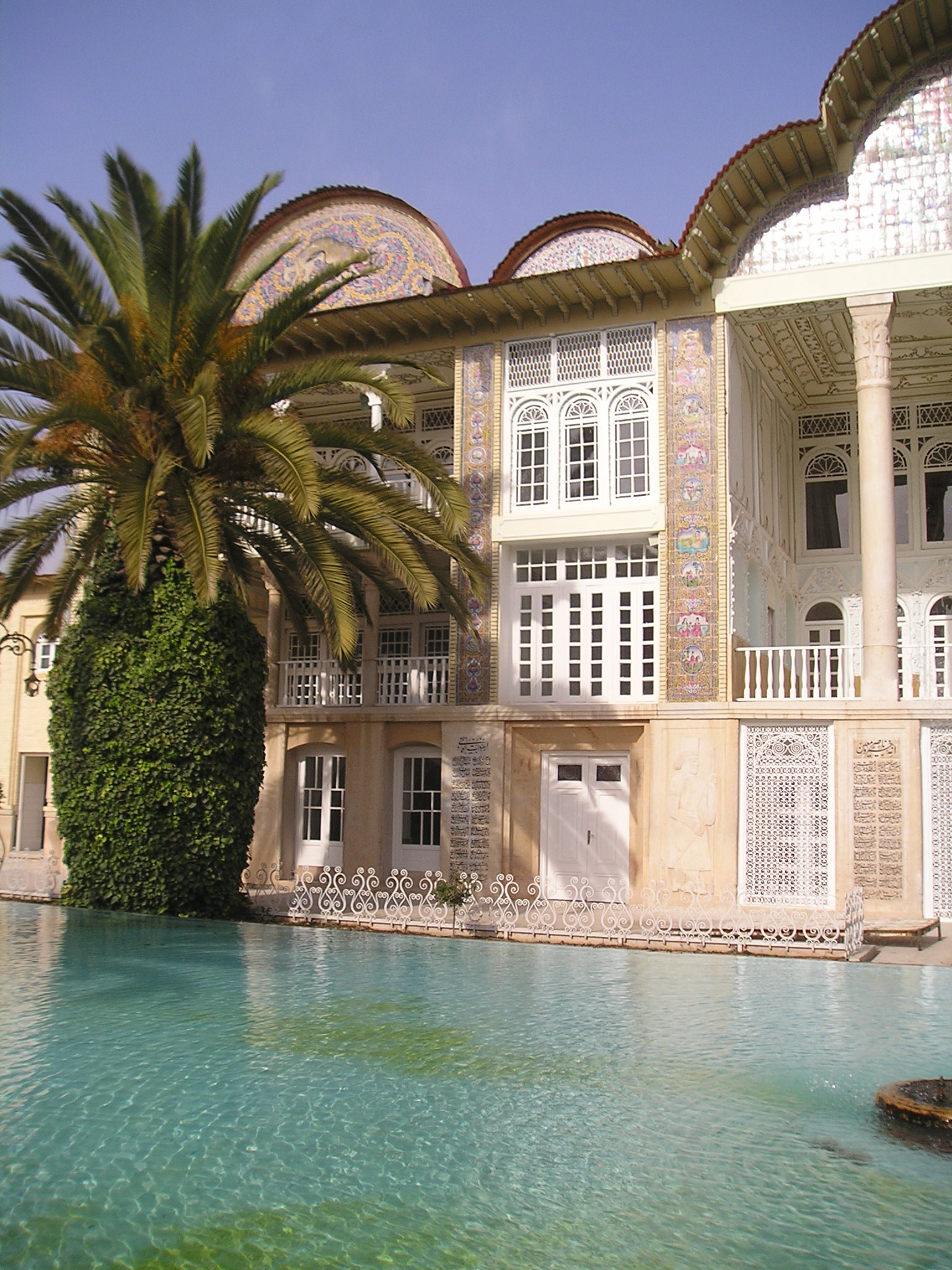
Il Giardino Eram

A Shiraz nacque il cofondatore della fede Bahá'í, il Bāb Sayyid ʿAli-Muhammad (1819–1850). Per questo motivo è considerata una città santa e luogo di pellegrinaggio dai seguaci di questo credo religioso, nato dall'Islam ma da esso strutturalmente differenziatosi profondamente, tanto da portare in Iran alla sua violenta persecuzione. Nel 1910 un pogrom del quartiere ebraico ebbe luogo a seguito delle false voci secondo cui gli ebrei avevano ritualmente assassinato una giovinetta musulmana. Nel corso del pogrom, 12 ebrei furono uccisi e circa 50 feriti, mentre 6.000 ebrei di Shiraz furono derubati di tutti i loro averi.
Il ruolo della città nel commercio è grandemente scemato con l'apertura delle ferrovie trans-iraniane negli anni trenta del XX secolo, mentre comunque i traffici si spostavano verso i porti del Khuzistan. Gran parte del retaggio architettonico di Shiraz, specialmente nel distretto reale degli Zand, è stato colpevolmente trascurato o distrutto come risultato dell'irresponsabile pianificazione urbanistica sotto la dinastia Pahlavi. Persa ogni rilevanza industriale, religiosa o strategica, Shiraz è diventata un centro solamente amministrativo, malgrado la sua popolazione sia notevolmente aumentata dalla Rivoluzione Islamica del 1979.

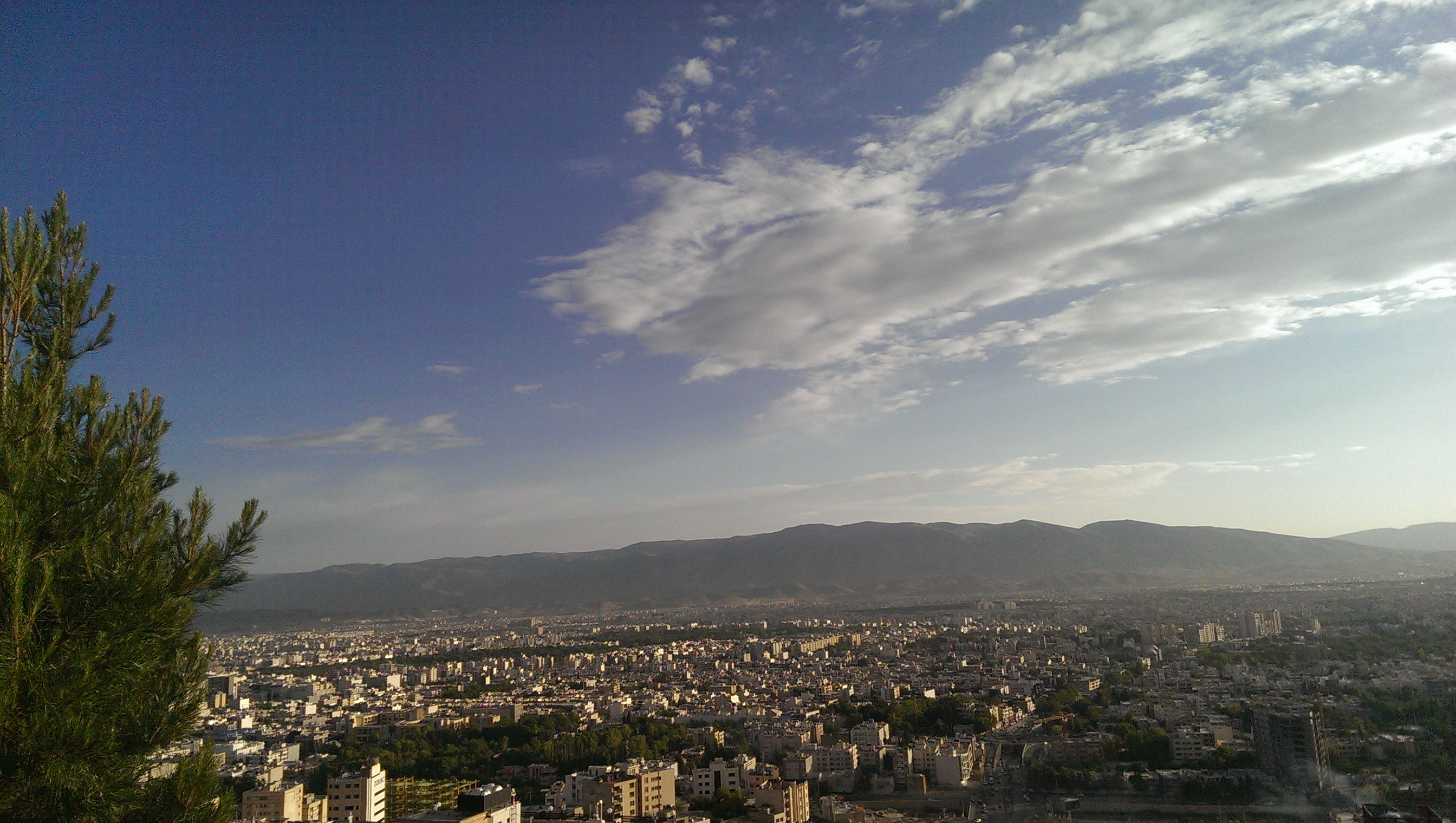
Panoramica di Shiraz, 2013

## Architetture di Shiraz

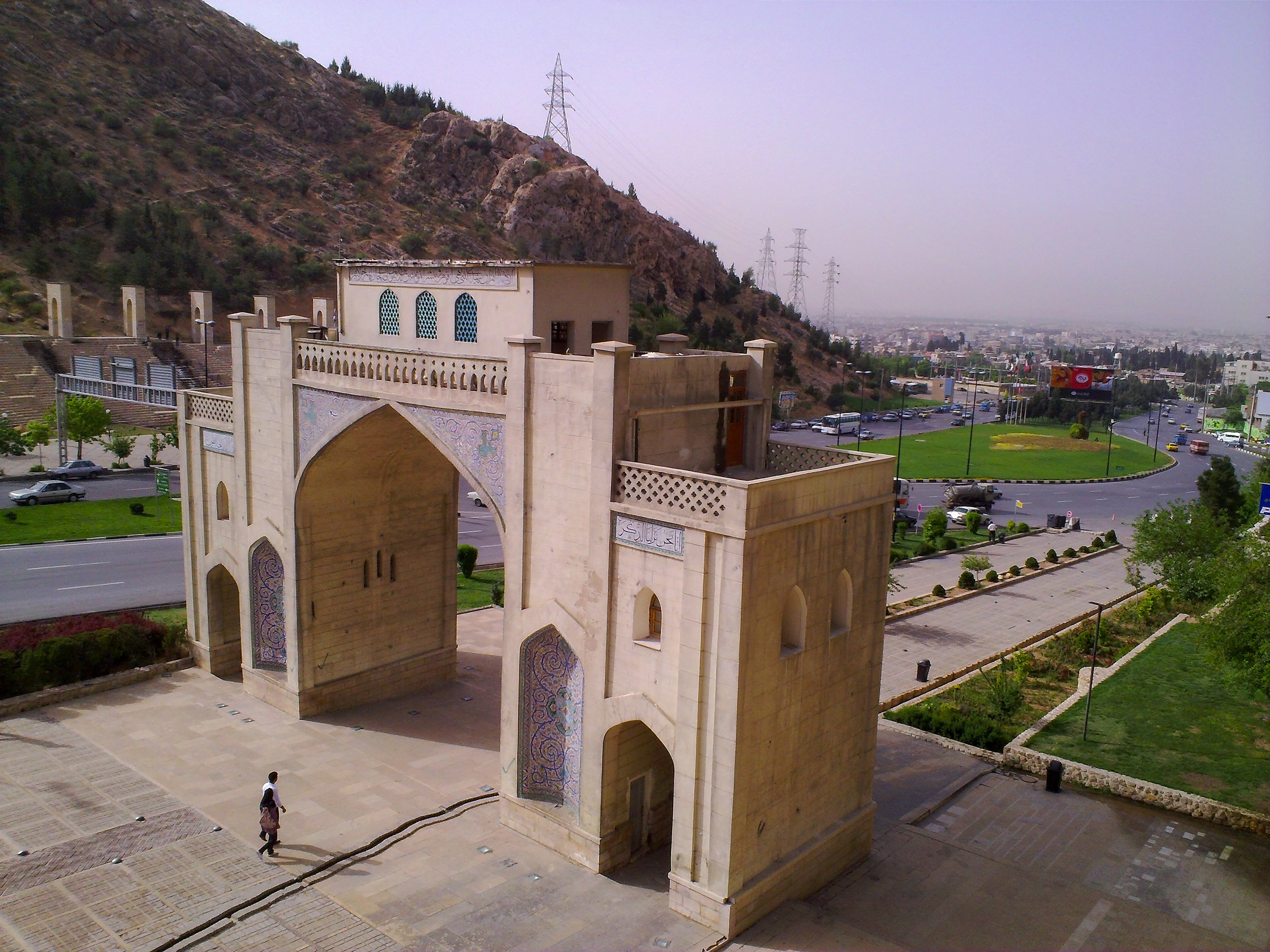
Porta del Corano
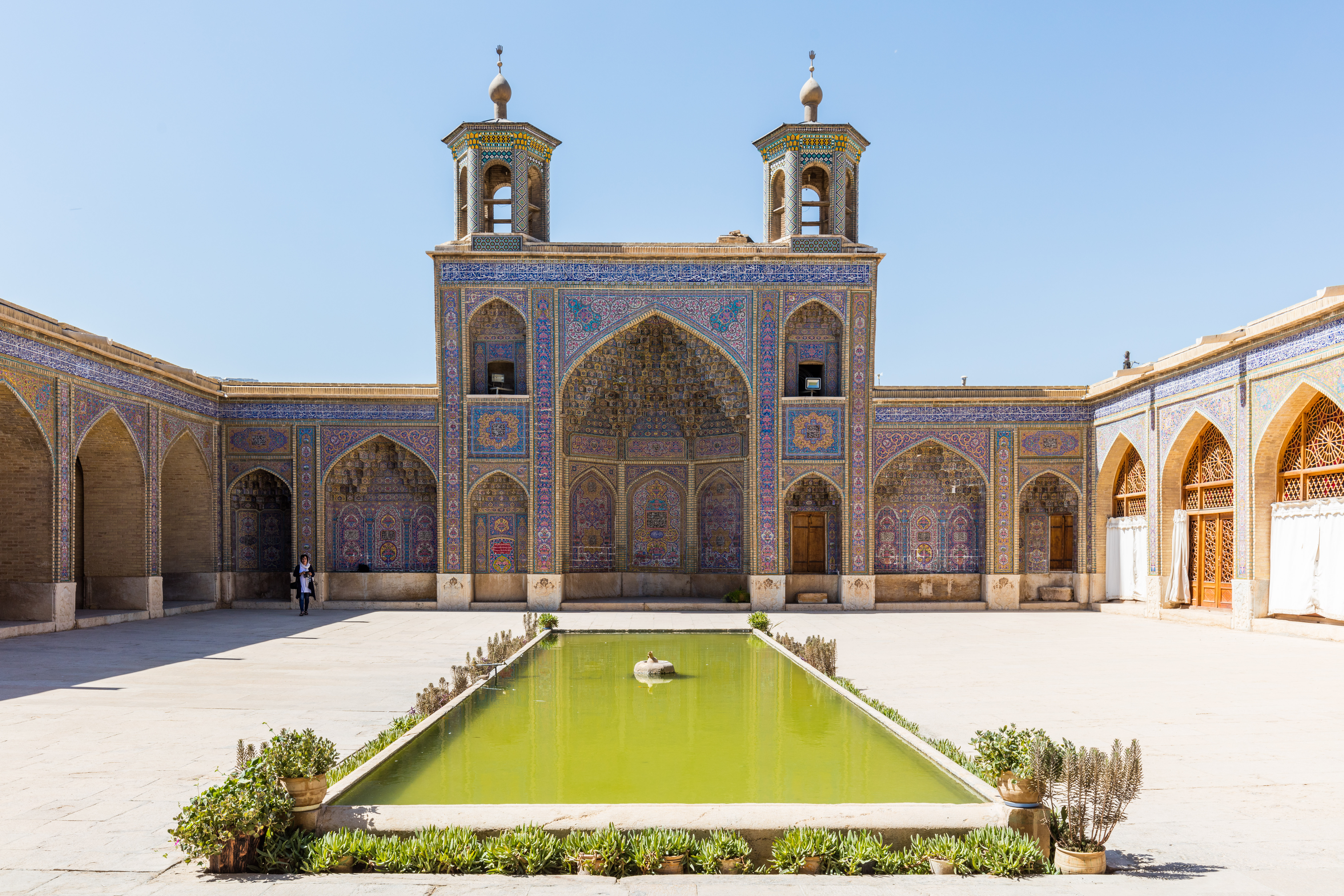
Moschea di Nasir ol Molk
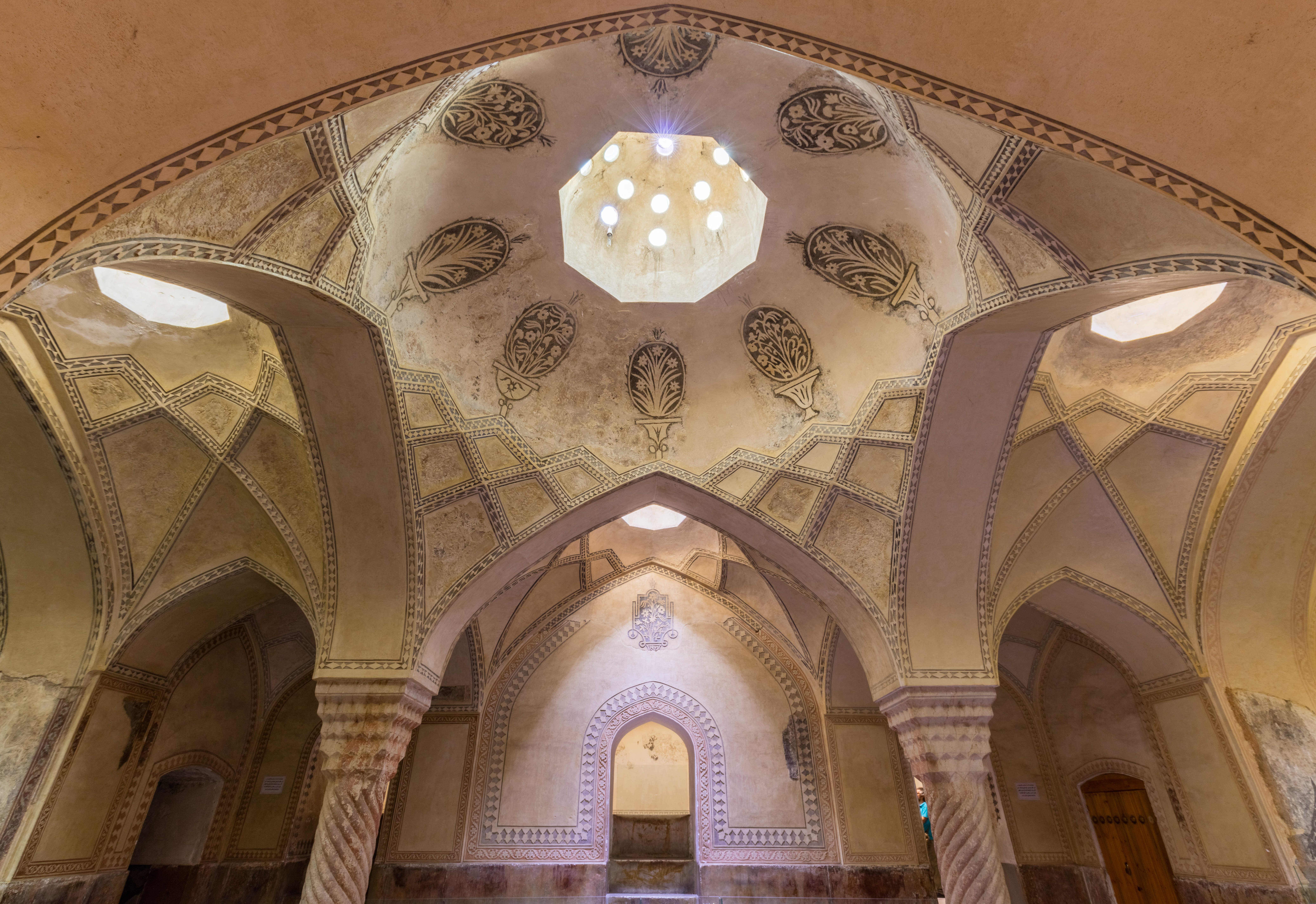
Bagno Vakil
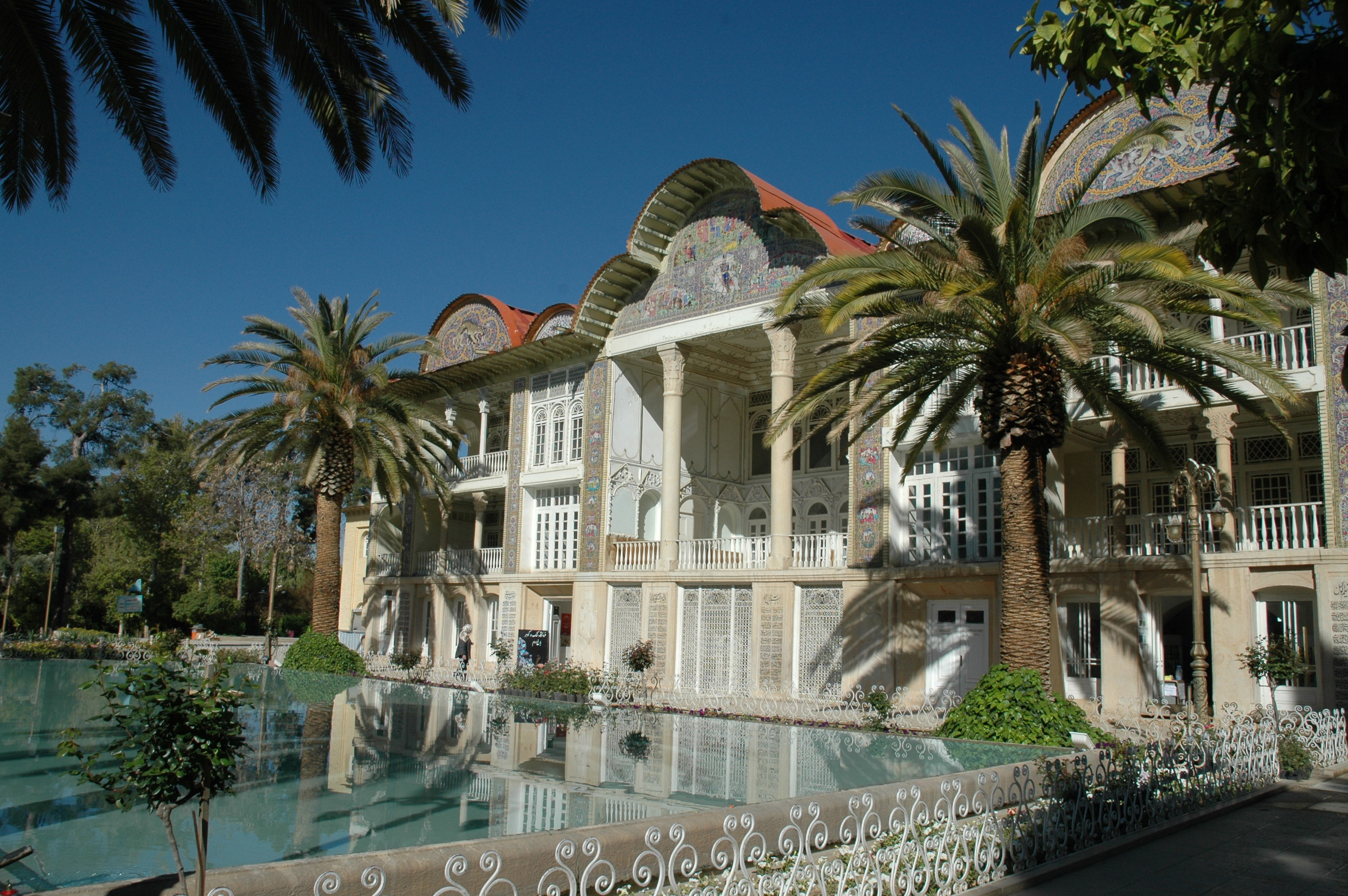
Giardini persiani Bāq e Eram
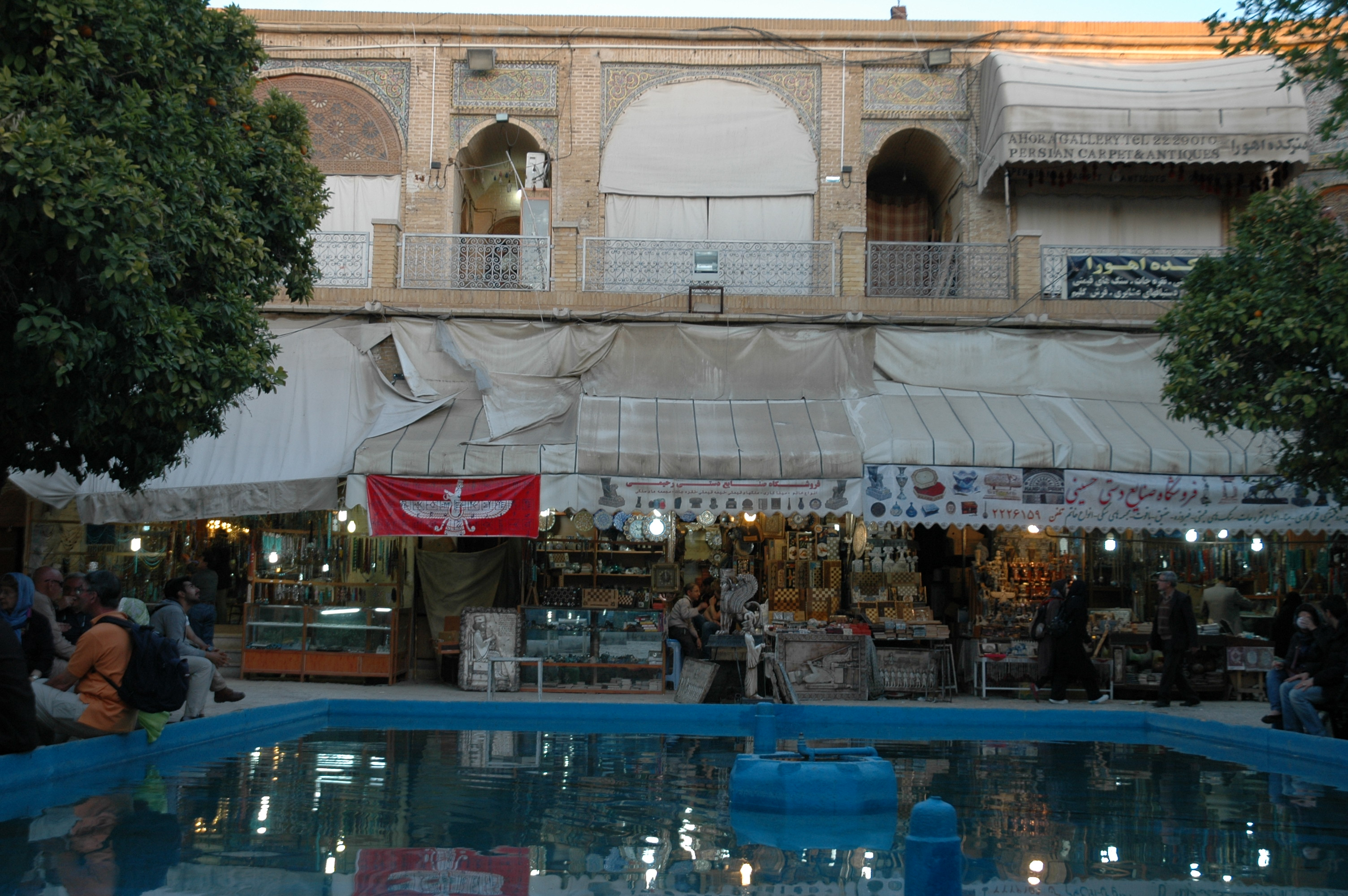
Bazar Vakil

Bazar Vakil
- Giardino Afif-Abad
- Giardino Eram con all'interno Casa Qavam
- Tomba di Hafez
- Tomba di Saadi
- Cittadella di Karim Khan
- Casa Shapouri
- Bagno Vakil
- Porta del Corano

Moschee
- Moschea di Nasir ol Molk
- Shah Ceragh
- Moschea Vakil
- Tomba dell'emiro Ali

## Infrastrutture e trasporti
La città è servita dall'Aeroporto Internazionale di Shiraz che ha collegamenti interni e con i paesi arabi del Golfo Persico, e si trova a sud-est di Shiraz, non distante alla città.
Per quanto riguarda il sistema di trasporto urbano, è in fase di costruzione una linea della metropolitana di Shiraz.

## Amministrazione

### Gemellaggi
- Chongqing
- Dušanbe
- Nicosia
- Weimar